# Juszky
Juszky (ukr. Юшки; pol. Juszki) – wieś na Ukrainie,  w obwodzie kijowskim, w rejonie obuchowskim.